# 14.ª Calle Noroeste y Suroeste

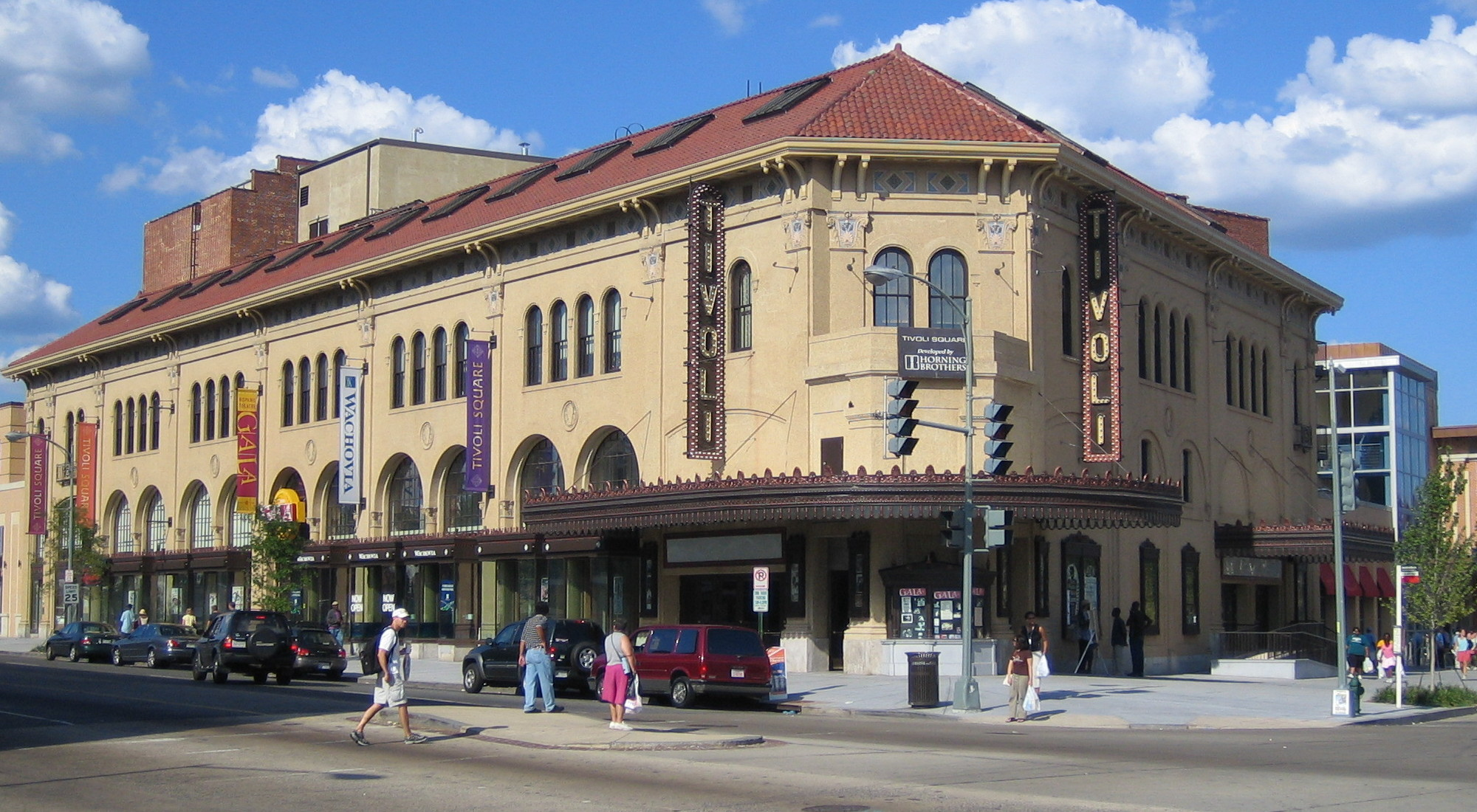
El renovado Teatri Tivoli en Columbia Heights en la intersección con Park Road NW forma parte del reciente desarrollo económico de la 14.ª Calle.

La 14ª Calle o la Décimo Cuarta Calle, Fourteenth Street es una calle del Noroeste de Washington D. C. y el Suroeste de Washington D. C. en Washington D. C., localizada a 1¼ mi. (2 km) al oeste del Capitolio de los Estados Unidos.   Recorre desde la Puente de la 14.ª Calle  al norte de la Avenida Oriental.

## Sitios de interés
- The Black Cat
- Estación del metro Columbia Heights
- Freedom Plaza
- Edificio John A. Wilson
- Acuario Nacional
- National Press Club
- Memorial a Oscar Straus
- Parque Pershing
- Edificio Ronald Reagan
- Thomas Circle
- Teatro Tivoli
- Departamento de Comercio de los Estados Unidos
- Museo del Holocausto
- Walter Reed Army Medical Center
- Willard InterContinental Washington